# محمدحسین مهدوی عادلی
محمد حسین مهدوی عادلی اقتصاددان و استاد تمام دانشگاه فردوسی مشهد و رئیس سابق هیئت مدیره سازمان تأمین اجتماعی، مشاور پژوهشکده اقتصاد انرژی وزارت نفت و عضو شورای پژوهشی اتاق بازرگانی ایران و از افراد نزدیک و همسو با محمد نهاوندیان است.

## زندگی‌نامه
دکتر محمد حسین مهدوی عادلی زادهٔ ۱۳۳۴ در مشهد اقتصاددان و استاد تمام اهل ایران، دارای مدرک دکترای اقتصاد از دانشگاه منچستر، رئیس هیئت مدیره سازمان تأمین اجتماعی، و مشاور پژوهشکده اقتصاد انرژی وزارت نفت است.

## سوابق تحصیلی
- دکتری اقتصاد دانشگاه منچستر ۱۳۶۷
- فوق لیسانس اقتصاد نفت و پتروشیمی انگلستان ۱۳۶۳
- لیسانس مدیریت صنایع شیمیایی انگلستان ۱۳۶۱

## فعالیت‌ها
- استادیار دانشکده اقتصاد دانشگاه فردوسی مشهد
- دانشیار دانشکده اقتصاد دانشگاه فردوسی مشهد از ۱۳۸۵
- استاد تمام (پروفسور) اقتصاد از ۱۳۹۱[۴]
- مدیر گروه اقتصاد دانشگاه فردوسی مشهد ایران
- نماینده دولت در سازمان خصوصی‌سازی در دولت سازندگی
- نماینده مؤسسه بانکداری بانک مرکزی در استان خراسان
- برگزاری دوره مدیریت عالی اعتبارات بانک مرکزی
- مشاور شرکت ملی صنایع پتروشیمی ایران
- مدیر مسئول مجله علمی پژوهشی دانش و توسعه
- استاد میهمان اقتصاد دانشگاه توهوکو (ژاپن)
- رئیس دانشکده مدیریت صنعتی(وزارت صنایع)
- مشاور معاون وزیر نیرو در دولت سازندگی
- مدیر عامل شرکت سرمایه‌گذاری توس گستر[۵]
- پژوهشگر میهمان دانشکده مدیریت دانشگاه منچستر
- مشاور وزیر اقتصاد و دارایی در دولت هفتم و هشتم
- عضو هیئت امنای مؤسسه فرهنگی هنری خراسان
- مشاور معاون وزیر نفت در دولت هفتم و هشتم
- رئیس دانشکده امور اقتصادی وزارت اقتصاد
- عضو شورای پژوهشی وزارت اقتصاد
- عضو هیئت مدیره شرکت سرمایه‌گذاری خارجی ایران (وزارت اقتصاد)
- مدیر عامل مؤسسه فرهنگی هنری خراسان
- رئیس هیئت مدیره کارگزاری آریابورس ۱۳۸۳–۱۳۹۰
- معاون پژوهشی مرکز ملی مطالعات جهانی شدن
- رئیس پژوهشکده اقتصاد انرژی (وزارت نفت)[۶]
- عضو شورای پژوهشی اتاق بازرگانی ایران
- عضو هیئت مدیره سازمان تأمین اجتماعی ۱۳۹۲[۷]
- رئیس هیئت مدیره بانک رفاه کارگران ۱۳۹۲[۸]
- رئیس هیئت مدیره سازمان تأمین اجتماعی[۲] ۱۳۹۶
- عضو هیات تحریریه فصلنامه اقتصاد و توسعه کشاورزی [۹]
- عضو هیات تحریریه پژوهش نامه مدیریت تحول [۹]
- مدیرمسئول دوفصلنامه اقتصاد پولی ، مالی [۹]
- سردبیر Petroleum Business Review [۹]

## دروس تدریس شده
- اقتصاد مدیریت
- اقتصاد توسعه
- پول،ارز و بانکداری
- سازمان‌های پولی و مالی بین‌المللی
- اقتصاد صنعتی
- اقتصاد ایران
- اقتصاد بین‌الملل
- اقتصاد و جهانی شدن
- کارآفرینی
- مدیریت نوآوری و تکنولوژی
- مدیریت موسسات تحقیق و توسعه
- اقتصاد انرژی

## تالیفات و طرح‌های پژوهشی
- The Process of Transfer of Technology Between Developed and Developing Countries[۱۰]
- کتاب کلیات اقتصاد انرژی، مؤسسه مطالعات بین‌المللی انرژی، زمستان ۱۳۹۰[۱۱]
- مطالعه صنعتی منطقه آزاد در ایران و نقش آن‌ها در انتقال تکنولوژی‌های نوین
- مطالعه استراتژی خصوصی‌سازی در بخش برق ایران
- مطالعه برنامه‌ریزی آموزش عالی در خراسان
- بررسی مطالعات امکان‌پذیری پارک بیوتکنولوژی در خراسان
- مطالعه ایجاد مرکز حمایت از کارآفرینان در خراسان
- مطالعه استراتژی ایجاد اشتغال در خراسان
- بیش بینی قیمت سهام بر اساس مدل آشوب

## مقالات و آثار پژوهشی
- فرایند انتقال تکنولوژی بین کشورهای توسعه یافته و در حال توسعه، انتشارات دانشگاه منچستر ۱۹۸۲
- نقش فرهنگ در توسعه اقتصادی (سمینار اقتصاد اسلامی مشهد)۱۳۶۹
- تحقیق و توسعه و تکنولوژی نوین در ایران (کنفرانس تحقیق و توسعه مشهد)۱۳۷۰
- ارزیابی انتقادی استراتژی صنعتی (مجله اقتصادی دانشگاه فردوسی مشهد)۱۳۷۱
- نقش تحقیق و توسعه در معرفی موفقیت‌آمیز صنعتی کردن و تکنولوژی نوین (مجله دانش و توسعه)۱۳۷۲
- تأثیر تکنولوژی نوین در توسعه اقتصادی (سمینار همکاری صنایع و دانشگاه)۱۳۷۳
- نقش مشاوره صنعتی در افزایش قدرت تولید در کارخانجات صنعتی (همایش مشهد)۱۳۷۳
- مطالعه مقایسه‌ای میزان موفقیت در انتقال تکنولوژی در کارخانجات ایرانی (اهواز)۱۳۷۴
- مطالعه میزان موفقیت تحقیق و توسعه در خراسان در حمایت از تکنولوژی نوین (اقتصاد بالقوه خراسان)۱۳۷۵
- ارزیابی سیاست‌های توسعه صنعتی ایرانی (دانشگاه توهوکو ژاپن)۱۳۷۶
- منابع نوآوری در کشورهای در حال توسعه (کنفرانس سالانه دانشگاه منچستر)۱۳۷۶
- سیاست‌های بازرگانی و صنایع ایران (دانشگاه Wollongong استرالیا سمینار بازرگانی)۱۳۷۷
- تغییرات در توسعه سیاست در دوران صنعتی گذشته (سمینار پولی و بانکی تهران)۱۳۷۸
- مطالعه موقعیت سیاست‌های خصوصی‌سازی در ایران (سمینار پولی و بانکی تهران)۱۳۷۹
- تأثیر علم اقتصاد در کشورهای در حال توسعه (سمینار دانشکده اقتصاد و دارایی تهران)۱۳۸۰
- استراتژی اشتغال زایی در ایران (مجله دانش و توسعه)۱۳۸۱
- اثرات سیاست‌های توسعه اقتصادی بر شکاف درآمدی در ایران (مجله پژوهشکده امور اقتصادی)۱۳۸۲
- بررسی تأثیر اقتصاد دانایی محور بر اشتغال (مجله پژوهشکده امور اقتصادی)۱۳۸۵
- اسلام، توسعه اقتصادی و جهانی شدن (سومین کنفرانس بین‌المللی GSN در مالزی)۱۳۸۵
- نقش MNCsو SMEs در همکاری بیشتر میان کشورهای مسلمان (همایش بین‌المللی سازمان جهانی تجارت و چالش‌های آن در کشورهای مسلمان)۱۳۸۵
- بررسی تأثیر خصوصی‌سازی برتقویت کارآفرینی در ایران (مجله دانش و توسعه)۱۳۸۵
- نقش حمل و نقل بر افزایش مبادلات تجاری بین اعضای اکو مجله بژوهشهای بازرگانی۱۳۸۶
- نقش تجارت الکترونیک در شرکت‌های کوچک۱۳۸۷
- تأثیر زیر ساخت‌های حمل و نقل زمینی بر حجم تجارت بین المناطق ایران با کشورهای اکو، پژوهشنامه بازرگانی، زمستان ۸۵
- ضرورت تجارت الکترونیک در ایران با توجه به نقش آن در بهره‌وری بنگاه‌های کشورهای پیشرو، دانش و توسعه، پاییز و زمستان ۸۶
- تأثیر حکمرانی خوب بر جذب سرمایه‌گذاری مستقیم خارجی در کشورهای با درآمد متوسط، دانش و توسعه، پاییز ۸۷
- نقش سرمایه‌گذاری مستقیم خارجی بر صادرات غیرنفتی در اقتصاد ایران، دانش و توسعه، تابستان ۸۸
- بررسی کارآمدی اصلاح قیمت‌های نسبی در بستر افتراق میان اهداف و نتایج تعدیل ساختاری، دانش و توسعه، بهار ۸۹
- تعمیم مدل رشد نئوکلاسیک به منظور بررسی اثر حقوق مالکیت بر روی عملکرد اقتصادی و آزمون آن با استفاده از رهیافت داده‌های تابلویی، بررسی‌ها ی اقتصادی، تابستان ۸۹
- مقایسه تأثیر اطلاعات رسمی و شایعات بر انتخاب خریداران حقیقی سهام در بازار بورس اوراق بهادار تهران، دانش و توسعه، پاییز ۸۹
- نگاهی به علل شکل‌گیری اقتصاد سیاسی نفت و گاز در خلیج فارس و استراتژی کشورهای صنعتی در قبال آن، دانش و توسعه، زمستان ۸۹
- مقایسه رابطه علیت بین رشد اقتصادی و صادرات در کشورهای در حال توسعه و کشورهای عضو OECD: یک تحلیل مبتنی بر داده‌های پانلی، بررسی‌ها ی اقتصادی، تابستان ۹۰
- بررسی اثر سرمایه‌گذاری مستقیم خارجی بر صادرات در ایران، اقتصاد پولی مالی۱۳۹۱
- تدوین بازی همکارانه بین کشورهای عضو مجمع کشورهای صادرکننده گاز در زمینه صادرات گاز از طریق خط لوله، مطالعات اقتصاد انرژی، ۱۳۹۱[۱۲]